# Aphaena burmanica
Aphaena burmanica är en insektsart som beskrevs av William Lucas Distant 1906. Aphaena burmanica ingår i släktet Aphaena och familjen lyktstritar. Inga underarter finns listade i Catalogue of Life.